# Žapuže
Žapuže é uma vila localizada no município de Ajdovščina na Eslovênia. Possuía uma população estimada de 323 habitantes em 2020.